# アサヒライジング
アサヒライジング（欧字名:Asahi Rising、2003年2月9日 - 2022年1月23日）は、日本の競走馬、繁殖牝馬。主な勝ち鞍に2007年のクイーンステークス。
馬名の意味は、冠名＋「昇る」。

## 経歴

### 2005年
2歳の夏に中山競馬場の新馬戦で小林淳一を鞍上にデビューするが3着に敗れる。次の未勝利戦で初勝利をし、3戦目のサフラン賞（2歳500万下）にも勝利し、2連勝を挙げる。初のGI挑戦となる阪神ジュベナイルフィリーズでは、6番人気に支持されるがテイエムプリキュアの5着に敗れる。

### 2006年
2006年、3歳になり、初戦の菜の花賞（オープン特別）は1番人気ながら9着、クイーンカップはコイウタの2着。年明け3戦目の桜花賞トライアルアネモネステークス（オープン特別）では鞍上が小林淳一から柴田善臣に乗り替わり、1番人気に推され2馬身差で勝利し、桜花賞の出走権を獲得した。またこのレースより管理調教師の加藤修甫が定年引退のため古賀慎明厩舎に転厩となっている。初クラシック出走となった桜花賞では逃げ切りを図りキストゥヘヴンの4着に、続く優駿牝馬（オークス）では先行し好位置につけてカワカミプリンセスの3着と好走した。
その後、海外遠征を敢行。米国G1アメリカンオークスに出走することを選択。日本の騎手は起用せず、ビクター・エスピノーザを鞍上に迎える。レースでは1番人気に支持されたものの、大きく出遅れてしまう。しかし直線鋭く伸び4馬身半差の2着と健闘。その後帰国し、アメリカンオークス以来約3ヶ月ぶりの出走となる秋華賞では5番人気に支持されカワカミプリンセスの2着と健闘した。さらにエリザベス女王杯では先行した馬にとって厳しい、速いペースとなったが4着（5位入線後、カワカミプリンセス降着に伴う繰り上がり）に粘った。

### 2007年
2007年の初戦は中山牝馬ステークス。1番人気に推されたが13着と大敗した。56.5キロという厳しいハンデを背負わされ、またスタートで出遅れたこと、休み明けだったこと等が影響したと思われる。しかし次走の阪神牝馬ステークスでも粘りを見せられず8着に敗れた。
ヴィクトリアマイルでは、前走、前々走の大敗で人気を落としていたが、うまくペースが落ち着いたこともあり、持ち前の粘りを見せコイウタの2着に食い込んだ。
その後、クイーンステークスに出走。開幕週の内枠が荒れていない有利な馬場を味方につけ、逃げ切りで初の重賞勝利を収め、8月30日に発表された重賞・オープン特別競走レーティングでは、107ポンドの評価が与えられた。続く府中牝馬ステークスでは1番人気に支持されたものの、デアリングハートに交わされ2着に敗れた。次走は第32回エリザベス女王杯に出走。スタートで少し出遅れながら道中は2番手につけ、直線を迎えるものの、最後は後続に交わされ7着に敗れた。

### 2008年
エリザベス女王杯に出走した後、脚部不安により1年近く休養し、2008年10月19日の府中牝馬ステークスに出走したが、最下位の18着に敗れた。
その後、左第2中手骨を骨折していた事が判明。年齢的なものもあって、現役続行を断念。10月31日付でJRA競走馬登録を抹消し、引退した。

### 引退後
引退後は生まれ故郷である北海道浦河町の本巣一敏の牧場にて繁殖牝馬となった。2016年に生産されたサントルヴィル（父:ダンカーク）からは、谷川牧場が生産者となっている。
2021年9月10日、引退馬協会からナイスネイチャ・33歳のバースデードネーションによる受け入れ馬として決定したことが発表され、繁殖牝馬を引退することになった。その後、鹿児島のホーストラストへ移動して余生を過ごした。
2022年1月23日、放牧中に右膝上部を骨折して治癒の見込みなく安楽死となった。19歳没。

## 競走成績
以下は、netkeiba.comの情報に基づく。
| 競走日     | 競馬場           | 競走名             | 格      | 距離（馬場）   | 頭 数 | 枠 番 | 馬 番 | オッズ （人気） | 着順 | タイム （上り3F） | 着差 | 騎手            | 斤量 [kg] | 1着馬（2着馬）         | 馬体重 [kg] | 備考       |
| ---------- | ---------------- | ------------------ | ------- | -------------- | ----- | ----- | ----- | --------------- | ---- | ----------------- | ---- | --------------- | --------- | ---------------------- | ----------- | ---------- |
| 2005.09.10 | 中山             | 2歳新馬            |         | 芝1600m（良）  | 12    | 8     | 12    | 016.50（5人）   | 03着 | R1:35.9（36.4）   | -0.7 | 0小林淳一       | 54        | ノンコ                 | 508         |            |
| 0000.10.01 | 中山             | 2歳未勝利          |         | 芝1600m（良）  | 15    | 3     | 5     | 006.10（2人）   | 01着 | R1:36.8（35.4）   | -0.7 | 0小林淳一       | 54        | （ショウナンアルス）   | 508         |            |
| 0000.10.16 | 東京             | サフラン賞         | 500万下 | 芝1400m（稍）  | 11    | 6     | 7     | 001.80（1人）   | 01着 | R1:22.5（34.8）   | -0.1 | 0小林淳一       | 54        | （グランプリシリウス） | 506         |            |
| 0000.12.04 | 阪神             | 阪神JF             | GI      | 芝1600m（良）  | 18    | 5     | 9     | 018.80（6人）   | 05着 | R1:37.8（37.2）   | -0.5 | 0小林淳一       | 54        | テイエムプリキュア     | 514         |            |
| 2006.01.22 | 中山             | 菜の花賞           | OP      | 芝1600m（稍）  | 15    | 4     | 6     | 003.60（1人）   | 09着 | R1:36.3（36.8）   | -1.0 | 0小林淳一       | 54        | コイウタ               | 510         |            |
| 0000.02.13 | 東京             | クイーンC          | GIII    | 芝1600m（良）  | 16    | 5     | 10    | 013.60（6人）   | 02着 | R1:35.7（34.8）   | -0.1 | 0小林淳一       | 54        | コイウタ               | 512         |            |
| 0000.03.11 | 中山             | アネモネS          | OP      | 芝1600m（良）  | 16    | 4     | 8     | 002.50（1人）   | 01着 | R1:35.1（35.6）   | -0.3 | 0柴田善臣       | 54        | （グレイスティアラ）   | 508         |            |
| 0000.04.09 | 阪神             | 桜花賞             | GI      | 芝1600m（良）  | 18    | 1     | 2     | 026.50（9人）   | 04着 | R1:34.9（36.1）   | -0.3 | 0柴田善臣       | 55        | キストゥヘヴン         | 494         |            |
| 0000.05.21 | 東京             | 優駿牝馬           | GI      | 芝2400ｍ（良） | 18    | 5     | 10    | 018.20（7人）   | 03着 | R2:26.4（36.3）   | -0.2 | 0柴田善臣       | 55        | カワカミプリンセス     | 488         |            |
| 0000.07.02 | ハリウッドパーク | アメリカンオークス | GI      | 芝2400ｍ（良） | 8     |       | 1     | 002.60（1人）   | 02着 | （4馬身1/2）      |      | 0V.エスピノーザ | 55        | Wait a While           | 計不        |            |
| 0000.10.15 | 京都             | 秋華賞             | GI      | 芝2000m（良）  | 18    | 8     | 16    | 014.00（5人）   | 02着 | R1:58.3（34.7）   | -0.1 | 0柴田善臣       | 55        | カワカミプリンセス     | 504         |            |
| 0000.11.12 | 京都             | エリザベス女王杯   | GI      | 芝2200m（良）  | 15    | 1     | 1     | 012.50（5人）   | 04着 | R2:11.7（35.3）   | -0.1 | 0柴田善臣       | 55        | フサイチパンドラ       | 448         | [ 注釈 1 ] |
| 2007.03.11 | 中山             | 中山牝馬S          | GIII    | 芝1800m（重）  | 16    | 4     | 7     | 002.30（1人）   | 13着 | R1:51.8（38.4）   | -1.6 | 0柴田善臣       | 56.5      | マイネサマンサ         | 510         |            |
| 0000.04.07 | 阪神             | 阪神牝馬S          | GII     | 芝1400m（良）  | 10    | 3     | 3     | 005.70（2人）   | 08着 | R1:21.5（36.0）   | -0.8 | 0柴田善臣       | 55        | ジョリーダンス         | 508         |            |
| 0000.05.13 | 東京             | ヴィクトリアマイル | JpnI    | 芝1600m（良）  | 18    | 2     | 3     | 033.60（9人）   | 02着 | R1:32.6（34.4）   | -0.1 | 0柴田善臣       | 55        | コイウタ               | 506         |            |
| 0000.08.12 | 札幌             | クイーンS          | JpnIII  | 芝1800m（良）  | 12    | 1     | 1     | 005.60（2人）   | 01着 | R1:46.7（34.7）   | -0.3 | 0柴田善臣       | 55        | （イクスキューズ）     | 518         |            |
| 0000.10.14 | 東京             | 府中牝馬S          | GIII    | 芝1800m（良）  | 16    | 8     | 15    | 002.70（1人）   | 02着 | R1:45.7（34.5）   | -0.3 | 0北村宏司       | 55        | デアリングハート       | 514         |            |
| 0000.11.11 | 京都             | エリザベス女王杯   | GI      | 芝2200m（良）  | 13    | 6     | 9     | 010.30（4人）   | 07着 | R2:12.8（34.9）   | -0.9 | 0柴田善臣       | 56        | ダイワスカーレット     | 516         |            |
| 2008.10.19 | 東京             | 府中牝馬S          | GIII    | 芝1800m（良）  | 18    | 7     | 15    | 013.40（6人）   | 18着 | R1:47.1（35.6）   | -1.6 | 0柴田善臣       | 55        | ブルーメンブラット     | 520         |            |

## 繁殖成績
|    | 馬名               | 誕生年 | 毛色   | 父                 | 性 | 馬主                                   | 厩舎                                                         | 戦績                  | 出典          |
| -- | ------------------ | ------ | ------ | ------------------ | -- | -------------------------------------- | ------------------------------------------------------------ | --------------------- | ------------- |
| 1  | コウヨウミラクル   | 2010年 | 鹿毛   | タニノギムレット   | 牡 | 寺内正光                               | 美浦・古賀慎明 →盛岡・菅原右吉                               | 25戦1勝（引退・不明） | [ 10 ]        |
| 2  | コウヨウハート     | 2011年 | 栗毛   | ディープスカイ     | 牝 | 寺内正光                               | 美浦・古賀慎明                                               | 4戦0勝（抹消・不明）  | [ 12 ] [ 13 ] |
| 3  | ライジングトライ   | 2012年 | 鹿毛   | エンパイアメーカー | 牡 | 谷川牧場→江里口弘一郎                  | 大井・嶋田幸晴                                               | 44戦4勝（抹消・不明） | [ 16 ]        |
| 4  | ライジングティアラ | 2013年 | 鹿毛   | エンパイアメーカー | 牝 | 谷川牧場→谷謙介                        | 美浦・古賀慎明 →金沢・佐藤茂 →愛知・塚田隆男 →佐賀・手島勝利 | 83戦7勝（抹消・不明） | [ 19 ]        |
| 5  | トーホウキララ     | 2014年 | 栗毛   | キングズベスト     | 牝 |                                        |                                                              | 未出走（繁殖）        | [ 20 ]        |
| 6  | ツォルニッヒ       | 2015年 | 鹿毛   | シンボリクリスエス | 牝 | ラ・メール                             | 美浦・高木登 →兵庫・橋本忠明                                 | 5戦0勝（引退・繁殖）  | [ 23 ] [ 13 ] |
| 7  | サントルヴィル     | 2016年 | 芦毛   | ダンカーク         | 牡 | ターフ・スポート →ファーストビジジョン | 栗東・奥村豊 →愛知・田中敏和                                 | 9戦0勝（抹消）        | [ 4 ]         |
| 8  | リインフォース     | 2017年 | 鹿毛   | キングズベスト     | 牡 | ディアレストクラブ                     | 栗東・石坂公一 →佐賀・松島壽                                 | 23戦1勝（抹消）       | [ 27 ]        |
|    |                    | 2018年 |        | ヴィクトワールピサ |    |                                        |                                                              |                       | [ 13 ]        |
| 9  | ヒロノアステロイド | 2019年 | 栗毛   | アジアエクスプレス | 牡 | サンエイ開発（株） →炭田豊             | 栗東・梅田智之 →高知・中西達也                               | 20戦1勝（抹消）       | [ 28 ]        |
| 10 | ファインドユー     | 2020年 | 栗毛   | ダンカーク         | 牝 | （有）内田ステーブル                   | 大井・的場直之                                               | 6戦0勝（抹消）        | [ 29 ]        |
| 11 | タッカーライジング | 2021年 | 黒鹿毛 | シルバーステート   | 牝 | 小松崎孝                               | 美浦・古賀慎明                                               | 2戦0勝（抹消）        | [ 30 ]        |

## 血統表
| アサヒライジングの血統          | アサヒライジングの血統                 | アサヒライジングの血統  | （血統表の出典）        | （血統表の出典） |
| 父系                            | ヘイロー系                             | ヘイロー系              | ヘイロー系              | [ § 2 ]          |
| 父 ロイヤルタッチ 1993 黒鹿毛   | 父の父* サンデーサイレンス 1986 青鹿毛 | Halo                    | Hail to Reason          | Hail to Reason   |
| 父 ロイヤルタッチ 1993 黒鹿毛   | 父の父* サンデーサイレンス 1986 青鹿毛 | Halo                    | Cosmah                  |                  |
| 父 ロイヤルタッチ 1993 黒鹿毛   | 父の父* サンデーサイレンス 1986 青鹿毛 | Wishing Well            | Understanding           | Understanding    |
| 父 ロイヤルタッチ 1993 黒鹿毛   | 父の父* サンデーサイレンス 1986 青鹿毛 | Wishing Well            | Mountain Flower         |                  |
| 父 ロイヤルタッチ 1993 黒鹿毛   | 父の母パワフルレディ 1981 黒鹿毛       | マルゼンスキー          | Nijinsky                | Nijinsky         |
| 父 ロイヤルタッチ 1993 黒鹿毛   | 父の母パワフルレディ 1981 黒鹿毛       | マルゼンスキー          | * シル                  |                  |
| 父 ロイヤルタッチ 1993 黒鹿毛   | 父の母パワフルレディ 1981 黒鹿毛       | ロッチテスコ            | * テスコボーイ          | * テスコボーイ   |
| 父 ロイヤルタッチ 1993 黒鹿毛   | 父の母パワフルレディ 1981 黒鹿毛       | ロッチテスコ            | スターロツチ            |                  |
| 母 アサヒマーキュリー 1991 栗毛 | 母の父ミナガワマンナ 1978 鹿毛         | シンザン                | * ヒンドスタン          | * ヒンドスタン   |
| 母 アサヒマーキュリー 1991 栗毛 | 母の父ミナガワマンナ 1978 鹿毛         | シンザン                | ハヤノボリ              |                  |
| 母 アサヒマーキュリー 1991 栗毛 | 母の父ミナガワマンナ 1978 鹿毛         | ロングマンナ            | * ヴィミー              | * ヴィミー       |
| 母 アサヒマーキュリー 1991 栗毛 | 母の父ミナガワマンナ 1978 鹿毛         | ロングマンナ            | アサヒマンナ            |                  |
| 母 アサヒマーキュリー 1991 栗毛 | 母の母タニワーデン 1978 栗毛           | * ボンモー Bon Mot      | Worden                  | Worden           |
| 母 アサヒマーキュリー 1991 栗毛 | 母の母タニワーデン 1978 栗毛           | * ボンモー Bon Mot      | Djebel Idra             |                  |
| 母 アサヒマーキュリー 1991 栗毛 | 母の母タニワーデン 1978 栗毛           | アサヒタマナー          | * タマナー              | * タマナー       |
| 母 アサヒマーキュリー 1991 栗毛 | 母の母タニワーデン 1978 栗毛           | アサヒタマナー          | ジエツタ                |                  |
| 母系(F-No.)                     | 1号族(FN:1-p)                          | 1号族(FN:1-p)           | 1号族(FN:1-p)           | [ § 3 ]          |
| 5代内の近親交配                 | Wild Risk M5×M5 = 6.25%                | Wild Risk M5×M5 = 6.25% | Wild Risk M5×M5 = 6.25% | [ § 4 ]          |
| 出典                            | 1. 2. 3. 4.                            | 1. 2. 3. 4.             | 1. 2. 3. 4.             | 1. 2. 3. 4.      |

- 祖母の弟に重賞未勝利ながら皐月賞・東京優駿3着、天皇賞（春）2着の成績を残したアサヒエンペラーがいる。